# Cortetano
Cortetano (Curtetàn in dialetto cremonese) è una frazione del comune lombardo di Sesto ed Uniti.

## Storia
La località è un piccolo borgo agricolo di antica origine.
In età napoleonica (1810-16) furono aggregati a Cortetano i comuni di Castelnuovo del Zappa con Licengo e Ossolaro, che recuperarono l'autonomia con la costituzione del Regno Lombardo-Veneto.
All'Unità d'Italia (1861) il comune contava 557 abitanti. Nel 1867 Cortetano venne aggregata al comune di Sesto, che in conseguenza di ciò assunse il nome di Sesto ed Uniti.